# Valle Colorado
Valle Colorado är en ort i Mexiko.   Den ligger i kommunen Ezequiel Montes och delstaten Querétaro Arteaga, i den centrala delen av landet, 160 km nordväst om huvudstaden Mexico City. Valle Colorado ligger 1 986 meter över havet och antalet invånare är 146.
Terrängen runt Valle Colorado är huvudsakligen platt, men norrut är den kuperad. Runt Valle Colorado är det ganska tätbefolkat, med 83 invånare per kvadratkilometer. Närmaste större samhälle är Tequisquiapan, 14,8 km söder om Valle Colorado. Trakten runt Valle Colorado består till största delen av jordbruksmark.